# Belawan

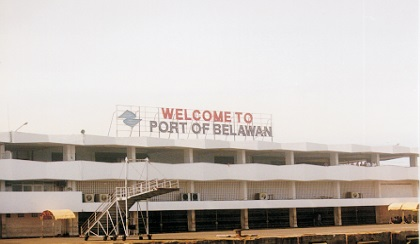
Hamnkontor i Belawan.

Belawan är en stadsdel och ett distrikt i Medan i Indonesien, och är belägen på Sumatras nordöstra kust, nära floden Delis utlopp i Malackasundet. Folkmängden uppgick till 95 506 invånare vid folkräkningen 2010, på en yta av 26,25 km².
Belawan var tidigare en viktig utskeppningshamn för de europeiska gummi- och tobaksplantagerna i området. Den är fortfarande en av landets viktigaste hamnar. Från Belawan går järnväg till centrala Medan.